# Mickaël Dogbé
Mickaël Dodji Dogbé (Parigi, 28 novembre 1976) è un ex calciatore togolese, di ruolo attaccante.

## Carriera

### Club
Ha giocato nel campionato francese, emiratino, egiziano e svizzero.

### Nazionale
Ha collezionato 11 presenze con la maglia della Nazionale.